# Piaski (Ostrów Wielkopolski)
Piaski (niem. Sandkrug) – część Ostrowa Wielkopolskiego, obejmująca tereny przy jego północnej granicy. 

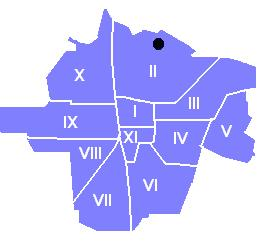
Lokalizacja Piasków

Pierwotnie teren ten przynależał do majątku Karski. Już na początku XIX wieku znajdowała się tu, obecnie nieistniejąca, gospoda "Piaski", prowadzona przez starozakonnego Szmula Gościnnego. W 1979 r. przyłączone do Ostrowa. 
Liczą zaledwie kilku stałych mieszkańców. Dają nazwę całemu kompleksowi leśnemu (Las Piaski w leśnictwie Nowy Staw). Stanowią wschodnią część Piasków-Szczygliczki. Znajduje się tu ośrodek wypoczynkowy Parku Kultury i Wypoczynku.
W Piaskach bierze początek szlak turystyczny:
- rowerowy: Piaski – Nowy Staw – Szczygliczka – Raszków